# 다나카 케이의 2010년대 출연작품
| 다나카 케이 문서로 | 다나카 케이 문서로 | 다나카 케이 문서로 |
| ------------------ | ------------------ | ------------------ |
| 2000년대           | 2010년대           | 2020년대           |

## 개요
- 해당 문서는 다나카 케이의 2010년대 출연작품을 정리하였음.
- 주연 작품의 경우 역할명을 굵게 표시.
- 일본 위키를 참고해서 오역이 있을 수 있음.
- 다음 & 네이버에 등록된 한글 제목을 바탕으로 작성하였음.
- 공식 발매된 음원은 해당 음원의 공식 제목으로 작성하였음.
- 미발매 음원은 일본어 위키의 정보를 바탕으로 직역하여 한글 제목을 생성하였음.
- 광고 및 홍보는 최초 공개 년도를 기준으로 작성하였으며, 다음 해까지 이어지더라도 별도로 추가하지 않음.

## 드라마
| 연도   | 채널          | 제목                                                     | 역할               | 방영일                |
| ------ | ------------- | -------------------------------------------------------- | ------------------ | --------------------- |
| 2010년 | 간사이 TV     | 바른 생활 사나이                                         | 쿠마자와 시로      | 1월 12일 ~ 3월 16일   |
| 2010년 | TV 아사히     | 853 형사 칸모신노스케 1화                                | 타카하시 세이치    | 1월 14일              |
| 2010년 | 후지 TV       | 한신 아와지 대지진으로부터 15년 고베 신문의 7일간        | 신문부 기자        | 1월 16일              |
| 2010년 | WOWOW         | 뱀의 사람                                                | 다나카 이치로      | 3월 7일               |
| 2010년 | NHK 종합      | 체이스 국시청 감시관                                     | 쿠보타 테츠오      | 4월 17일 ~ 5월 22일   |
| 2010년 | LISMO         | 언령의 여자들                                            | 이노우에 사토루    | 7월 5일 ~ 26일        |
| 2010년 | BeeTV         | 이별의 사랑                                              | 신도 코우키        | 10월 ~ 12월           |
| 2010년 | TV 아사히     | 비밀                                                     | 네기시 후미야      | 10월 15일 ~ 12월 10일 |
| 2010년 | 후지 TV       | 안녕 로빈슨 크루소                                       | 카지타니 케이스케  | 12월 29일             |
| 2011년 | 닛테레        | 미사키 넘버원                                            | 미쿠니 타케시      | 1월 12일 ~ 3월 16일   |
| 2011년 | 후지 TV       | 외교관 쿠로다 코사쿠                                     | 사이온지 마모루    | 1월 13일 ~ 3월 17일   |
| 2011년 | NHK BS        | 트라이 에이지 삼세대의 도전                              | 킨다이치 쿄스케    | 2월 10일              |
| 2011년 | 후지 TV       | 쇼트 피스                                                | 샐러리맨           | 3월 20일              |
| 2011년 | NHK 종합      | 연속TV소설 해님                                          | 스도 하루키        | 4월 4일 ~ 10월 1일    |
| 2011년 | 후지 TV       | 쇼트 피스 2                                              | 샐러리맨           | 5월 22일              |
| 2011년 | 후지 TV       | 보스 시즌2 7화                                           | 코구레 마사오      | 6월 2일               |
| 2011년 | 후지 TV       | 회랑정 살인사건                                          | 사토나카 지로      | 6월 24일              |
| 2011년 | 후지 TV       | 그래도, 살아간다                                         | 후카미 코헤이      | 7월 7일 ~ 9월 15일    |
| 2011년 | 후지 TV       | 단편! 어른의 코미디극장                                  |                    | 7월 31일              |
| 2011년 | NHK 종합      | 탐정X에게서 온 도전장 「고글 남자의 불가사의」           | 사코시 형사        | 8월 5일               |
| 2011년 | 후지 TV       | 내가 연애할 수 없는 이유                                 | 하세가와 유우      | 10월 17일 ~ 12월 19일 |
| 2012년 | 후지 TV       | 이제 유괴 같은건 안할래                                  | 히어로쇼 괴수역    | 1월 3일               |
| 2012년 | 요미우리 TV   | 형사 쿠로카와 스즈키                                     | 아카기 타다니      | 1월 5일 ~ 3월 29일    |
| 2012년 | TBS           | 전설의 감찰의 오니구마의 사건부                          | 카스가 마사테루    | 3월 5일               |
| 2012년 | TBS           | 도코모 스페셜 꿈의 문 「20년 후의 너에게」               | 사와다 다이치      | 7월 1일               |
| 2012년 | NHK 종합      | 지고 난 후에 이긴다 : 전쟁후를 만든 남자 요시다 시게루   | 요시다 켄이치      | 9월 8일 ~ 10월 6일    |
| 2012년 | 후지 TV       | 나와 그와 수다쟁이 자동차                                | 자동차 목소리/청년 | 9월 22일 & 29일       |
| 2012년 | TV 아사히     | 닥터X~외과의 다이몬 미치코~                              | 모리모토 히카루    | 10월 18일 ~ 12월 13일 |
| 2013년 | 후지 TV       | 비브리아 고서당의 사건 수첩                              | 카사이 키쿠야      | 1월 14일 ~ 3월 25일   |
| 2013년 | TV 아사히     | 파트너 시즌11 17화 & 최종화                              | 이와츠키 아키라    | 2월 27일 & 3월 20일   |
| 2013년 | 요미우리 TV   | 울면안돼 츠텐가쿠                                        | 라면 평론가        | 3월 25일 ~ 27일       |
| 2013년 | NHK 종합      | 제2악장                                                  | 토미나가 마사야    | 4월 16일 ~ 6월 11일   |
| 2013년 | 후지 TV TWO   | 디스커버데드                                             | 미야다             | 6월 24일 ~ 27일       |
| 2013년 | UULA          | 퍼스트 클래스 2화 「3년만에 만난 전 남자친구의 사건」    | 마츠다 보          | 7월                   |
| 2013년 | 간사이 TV     | 신의 베레모 : 데즈카 오사무의 블랙잭 창작비화            | 이시자카 츠구오    | 9월 24일              |
| 2013년 | TV 도쿄       | 노콘키드 ~우리들의 게임사~                               | 와타나베 레이지    | 10월 4일 ~ 12월 20일  |
| 2013년 | TV 아사히     | 사건구명의 ~IMAT의 기적~                                 | 카게우라 타쿠마    | 10월 6일              |
| 2013년 | NHK BS        | 사형대의 72시간                                          | 히무로 타카아키    | 11월 26일 & 12월 3일  |
| 2014년 | NHK 종합      | 대하드라마 군사 칸베에                                   | 이시다 미츠나리    | 1월 5일 ~ 12월 21일   |
| 2014년 | TBS           | 밤의 선생님                                              | 죠부 슌스케        | 1월 17일 ~ 3월 21일   |
| 2014년 | WOWOW         | 세상의 소금                                              | 바바 케이아키      | 2월 16일 ~ 3월 9일    |
| 2014년 | WOWOW         | 아, 러브호텔                                             | 이치지             | 4월 6일               |
| 2014년 | 닛테레        | 하나사키 마이가 잠자코 있지 않아 시즌1 2화               | 스기시타 유이치    | 4월 23일              |
| 2014년 | NOTTV         | 결혼하게 해주세요!! 에피소드4 「장모님은 몬스터?!!」     | 카즈히로           | 6월 2일 ~ 6일         |
| 2014년 | TBS           | 하치미츠 키친                                            | 바텐더 남자        | 6월 7일               |
| 2014년 | TV 아사히     | 사건구명의2 ~IMAT의 기적~                                | 카게우라 타쿠마    | 6월 15일              |
| 2014년 | TV 아사히     | 사신군 최종화                                            | 나카히라 타케시    | 6월 20일              |
| 2014년 | 후지 TV       | 역사 칵테일                                              | 미야다 로쿠로      | 10월 9일              |
| 2015년 | NHK BS        | 도보 7분                                                 | 다나카 야스오      | 1월 6일 ~ 2월 24일    |
| 2015년 | 후지 TV       | 유감스러운 남편                                          | 무카이 카즈유키    | 1월 14일 ~ 3월 25일   |
| 2015년 | 간사이 TV     | 빗타레!!!                                                | 이부 츠토무        | 1월 14일 ~ 3월 18일   |
| 2015년 | WOWOW         | 10개월 10일의 진화론                                     | 안도 타케시        | 3월 28일              |
| 2015년 | 후지 TV       | 기묘한 이야기 25주년 스페셜 봄 「지박인간」              | 하야카와           | 4월 11일              |
| 2015년 | TV 아사히     | 아임 홈                                                  | 혼죠 츠요시        | 4월 16일 ~ 6월 18일   |
| 2015년 | TBS           | 전설의 감찰의 오니구마의 사건부2                         | 카스가 마사테루    | 6월 1일               |
| 2015년 | 닛테레        | 왜 가족은 사라졌을까 ~마음의 과학자 나무리 사쿠의 도전2~ | 마카베 히로키      | 7월 1일               |
| 2015년 | 간사이 TV     | HEAT                                                     | 하마다 나오키      | 7월 7일 ~ 9월 1일     |
| 2015년 | TV 아사히     | 관할혼                                                   | 카츠라기 토시후미  | 9월 20일              |
| 2015년 | TBS           | 도서관 전쟁 BOOK OF MEMORIES                             | 코마키 미키히사    | 10월 5일              |
| 2015년 | 후지 TV       | 5시부터 9시까지~나를 사랑한 스님~                        | 키요미야 마코토    | 10월 12일 ~ 12월 14일 |
| 2015년 | BS스카파      | 사랑의 시가총액                                          | 크리노 료스케      | 10월 23일 ~ 12월 25일 |
| 2015년 | Cybouz        | 코에(목소리)                                             | 타카오카 코지      | 12월                  |
| 2016년 | TBS           | 가족의 형태 2화 ~ 최종화                                 | 타카세 카즈야      | 1월 24일 ~ 3월 20일   |
| 2016년 | FOD           | 굿모닝 콜 7화 & 8화 & 10화                               | 우에하라 타쿠야    | 3월 ~ 4월             |
| 2016년 | 후지 TV       | 하야코 선생님, 결혼한다니 정말인가요? 2화 & 3화          | 사가 슌스케        | 4월 28일 & 5월 5일    |
| 2016년 | 닛테레        | 저승사자입니다(お迎えデス) 최종화                        | 하카마다 히로시    | 6월 18일              |
| 2016년 | 닛테레        | 가드센터24 광역경비지령실                                | 오우지 슌이치      | 9월 16일              |
| 2016년 | TV 도쿄       | 망향「귤의 꽃」                                          | 오쿠데라 켄이치    | 9월 28일              |
| 2016년 | NHK BS        | 에도가와란포 단편선2 기묘한 사랑이야기「흑수단」         | 나                 | 12월 27일             |
| 2016년 | TV 아사히     | 아재's 러브 SP                                           | 하루타 소이치      | 12월 30일 심야        |
| 2017년 | NHK BS        | 막부 말기 미식가 무사의 밥                               | 야자와 고로에몬    | 1월 10일 ~ 2월 28일   |
| 2017년 | 닛테레        | 도쿄 타라레바 아가씨                                     | 마루이 요시오      | 1월 18일 ~ 3월 21일   |
| 2017년 | TV 아사히     | 탐정소녀 아리사의 사건부                                 | 타치바나 료타      | 1월 28일              |
| 2017년 | 후지 TV TWO   | 감정8호선 3화 & 5화                                      | 유우키 카즈야      | 1월 29일 ~ 2월 19일   |
| 2017년 | 요미우리 TV   | 사랑이 서툴러도 잘 살고 있습니다                         | 오지마 케이스케    | 4월 6일 ~ 6월 22일    |
| 2017년 | TV 아사히     | 경시청 수사 1과장 시즌 2                                 | 교부 코헤이        | 4월 13일 ~ 6월 22일   |
| 2017년 | 마이니치 방송 | 이토군 A to E                                            | 타무라 노부야      | 8월 21일 ~ 10월 2일   |
| 2017년 | 닛테레        | 시대를 만든 남자 아쿠 유우 이야기                        | 카미무라 카즈오    | 8월 26일              |
| 2017년 | TV 아사히     | 닥터-X ~외과의 다이몬 미치코~ 시즌5                      | 모리모토 히카루    | 10월 12일 ~ 12월 14일 |
| 2017년 | 후지 TV       | 민중의 적~이 세상 이상하지 않습니까!?                    | 사토 코헤이        | 10월 23일 ~ 12월 25일 |
| 2018년 | FOD           | 불륜식당                                                 | 야마데라 류이치    | 3월 7일 ~ 28일        |
| 2018년 | TV 아사히     | 아재's 러브                                              | 하루타 소이치      | 4월 21일 ~ 6월 2일    |
| 2018년 | 훌루 재팬     | 미스셜록 3화                                             | 요네야마 토시오    | 5월 11일              |
| 2018년 | WOWOW         | 더블 판타지                                              | 이와이 료스케      | 6월 16일 ~ 7월 14일   |
| 2018년 | 간사이 TV     | 건강하고 문화적인 최저한도의 생활                        | 쿄고쿠 다이키      | 7월 17일 ~ 9월 18일   |
| 2018년 | 닛테레        | 짐승이 될 수 없는 우리                                   | 하나이 쿄우야      | 10월 10일 ~ 12월 12일 |
| 2018년 | WOWOW         | 콜드케이스2~진실의 문~ 5화「반지」                       | 오기노 사쿠타로    | 11월 10일             |
| 2018년 | Abema TV      | 다나카 케이 24시간 테레비「입술 WANTED」                 | 다나카 케이        | 12월 16일             |
| 2019년 | 닛테레        | 당신 차례입니다                                          | 테즈카 쇼타        | 4월 14일 ~ 9월 8일    |
| 2019년 | 훌루 재팬     | 당신 차례입니다 문의 저편 9・15・19화                    | 테즈카 쇼타        | 4월 21일 ~ 9월 1일    |
| 2019년 | 훌루 재팬     | 당신 차례입니다 번외편~과거의 문~                        | 테즈카 쇼타        | 9월 8일 & 15일        |
| 2019년 | TV 도쿄       | I턴                                                      | 타츠자키 켄지      | 7월 12일 ~ 9월 27일   |
| 2019년 | TV 아사히     | 아재's 러브 외전                                         | 하루타 소이치      | 8월 19일 ~ 22일       |
| 2019년 | 닛테레        | 24시간 테레비42 드라마스페셜「인연의 페달」              | 신타니 케이고      | 8월 24일              |
| 2019년 | Youtube       | BOTERACE 스핀오프 드라마「보이지 않는 스타트」           | 다나카 케이        | 10월 1일              |
| 2019년 | TV 아사히     | 아재's 러브 -in the sky-                                 | 하루타 소이치      | 11월 2일 ~ 12월 21일  |

## 영화
| 연도   | 제목                              | 배역명              |
| ------ | --------------------------------- | ------------------- |
| 2010년 | 러브 코메                         | 무라다 요시하루     |
| 2010년 | 나나세 다시 한 번 더 무비         | 이와부치 료         |
| 2010년 | 쿠로사와 영화                     |                     |
| 2011년 | 런웨이☆비트                       | 이누다 사토루(완다) |
| 2012년 | 아프로 다나카                     | 오카모토 하지메     |
| 2012년 | 고양이를 빌려드립니다             | 요시자와 시게루     |
| 2013년 | 모두, 안녕히                      | 홋타                |
| 2013년 | 파트너 시리즈 X DAY               | 이와츠키 아키라     |
| 2013년 | 도서관 전쟁                       | 코마키 미키히사     |
| 2013년 | 산고 레인저                       | 기시타니 히로토     |
| 2015년 | 도서관 전쟁: 더 라스트 미션       | 코마키 미키히사     |
| 2015년 | 예고범                            | 키타무라            |
| 2015년 | 극장판 빗타레!!!                  | 이부 츠토무         |
| 2016년 | 해피 버스데이                     | 다나카 케이         |
| 2018년 | 이토군 A to E                     | 타무라 신야         |
| 2018년 | 맨헌트                            | 키타가와 마사키     |
| 2018년 | 스마트폰을 떨어뜨렸을 뿐인데      | 토미타 마코토       |
| 2019년 | 미인이 결혼활동 해봤더니          | 야타베              |
| 2019년 | 극장판 아재's 러브 ~LOVE or DEAD~ | 하루타 소이치       |
| 2019년 | 기억에 없습니다!                  | 오오세키 헤이타로   |

## 더빙
| 연도   | 분류        | 제목                                   | 배역명          |
| ------ | ----------- | -------------------------------------- | --------------- |
| 2012년 | 극장판 애니 | 애니메이션 닷핵 세계의 저편으로        | 오카노 도모히코 |
| 2019년 | 실사영화    | 고질라: 킹 오브 몬스터스 일본어 더빙판 | 마크 러셀       |

## 공연
| 연도   | 분류 | 제목                                       | 공연장                    | 배역명            |
| ------ | ---- | ------------------------------------------ | ------------------------- | ----------------- |
| 2010년 | 연극 | 배신의 거리(裏切りの街)                    | PARCO극장                 | 스가와라 유이치   |
| 2010년 | 연극 | 유리 잎(ガラスの葉)                        | 세타가야 퍼블릭 시어터    | 베리              |
| 2010년 | 연극 | LOVE LETTERS                               | PARCO극장                 |                   |
| 2011년 | 연극 | 게닌 교환 일기~옐로 하츠 이야기~           | 도쿄 글로브극장           | 옐로우하츠 코모토 |
| 2012년 | 연극 | 환접(幻蝶)                                 | 시어터 Creation           | 우츠미 신이치     |
| 2012년 | 연극 | 카마즈카씨, 퍼올리다(鎌塚氏、すくい上げる) | 혼다극장                  | 유리마츠 모토키   |
| 2013년 | 연극 | 바부 오브 더 베이비 - UNDEAD OR UNALIVE    | 혼다극장                  | 모모              |
| 2013년 | 연극 | 은하영웅전설 첫진격 또 하나의 적           | 일본청년관 대공연장       | 양 웬리           |
| 2014년 | 연극 | Tribes                                     | 신국립극장 소극장 The Pit | 빌리              |
| 2015년 | 연극 | 밤으로의 긴 여로(夜への長い旅路)           | 시어터 TRAM               | 제이미            |
| 2016년 | 연극 | 꿈의 연극 - 드림플레이                     | KAAT 카나가와 예술극장    | 시임/프롬프터     |
| 2016년 | 연극 | 갈매기(かもめ)                             | 도쿄예술극장 플레이하우스 | 트리고린          |
| 2017년 | 연극 | 나도 영웅이 되고 싶었다                    | 배우좌극장                | 코나카 마사요시   |
| 2018년 | 연극 | 에도는 불타고 있는가 TOUCH AND GO          | 신바시연무장              | 무라카미 슌고     |
| 2018년 | 연극 | 상어와 헤엄치다(サメと泳ぐ)                | 세타가야 퍼블릭 시어터 등 | 가이              |
| 2019년 | 연극 | 차이메리카(チャイメリカ)                   | 세타가야 퍼블릭 시어터 등 | 조 스코필드       |

## 방송
| 연도   | 채널      | 분류 | 제목                                             | 역할            | 방영일               |
| ------ | --------- | ---- | ------------------------------------------------ | --------------- | -------------------- |
| 2010년 | TV 아사히 | 교양 | 페달 밟았다! 대학자전거이야기                    |                 | 3월 22일             |
| 2012년 | NHK BS    | 교양 | 아티스트 다큐멘터리 miwa                         | 내레이션        | 6월 30일             |
| 2013년 | 후지 TV   | 음방 | 사키가케! 온가쿠반즈케                           | MC              | 1월 19일             |
| 2014년 | TBS       | 교양 | ONE ASIA 아시아면로드를 가다                     | 내비게이터      | 9월 15일             |
| 2017년 | NHK 종합  | 교양 | 타샤투도르의 숲으로부터                          | 내레이션        | 9월 9일              |
| 2018년 | 닛테레    | 예능 | 구루나이「구르메 치킨레이스 고치니나리마스! 19」 | 레귤러          | 9월 13일 ~ 12월 20일 |
| 2018년 | Abema TV  | 예능 | 다나카 케이 24시간 테레비                        | 본인            | 12월 15일 & 16일     |
| 2019년 | 닛테레    | 예능 | 구루나이「구르메 치킨레이스 고치니나리마스! 20」 | 레귤러          | 1월 17일 ~ 12월 19일 |
| 2019년 | 닛테레    | 예능 | 대단한 기술! 카리스마 동영상                     | 카리스마 서포터 | 5월 26일             |
| 2019년 | 닛테레    | 예능 | 대단한 기술! 카리스마 동영상                     | 카리스마 서포터 | 8월 26일             |
| 2019년 | 닛테레    | 예능 | 대단한 기술! 카리스마 동영상                     | 카리스마 서포터 | 12월 31일            |

## 라디오
| 연도   | 채널       | 분류   | 제목                | 역할 | 방영일 |
| ------ | ---------- | ------ | ------------------- | ---- | ------ |
| 2010년 | TBS 라디오 | 드라마 | 10분간의 행복이야기 |      | 5월    |

## 뮤직비디오
| 연도   | 가수명        | 곡명                             | 영상링크 | 발매일   |
| ------ | ------------- | -------------------------------- | -------- | -------- |
| 2010년 | 레미오로멘    | 화조풍월(花鳥風月)               | Youtube  | 2월 17일 |
| 2011년 | 7!!           | bye bye                          | Bilibili | 11월 2일 |
| 2018년 | 스키마스위치  | Revival                          | Youtube  | 3월 14일 |
| 2019년 | 하타 모토히로 | 우러러보니 푸른 하늘(仰げば青空) | Youtube  | 3월 13일 |
| 2019년 | 테즈카 쇼타   | 보고 싶어(会いたいよ)            | bilibili | 7월 7일  |

## 광고 및 홍보
| 연도   | 업체명              | 제품명                               | 비고                    |
| ------ | ------------------- | ------------------------------------ | ----------------------- |
| 2010년 | 경륜                | 경륜                                 |                         |
| 2010년 | 오츠카 제약         | 칼로리메이트                         |                         |
| 2011년 | 삿포로맥주          | 에비스맥주                           |                         |
| 2012년 | 이온                | 라이트다운                           |                         |
| 2012년 | 일본생명            | 미래창조이야기시리즈                 |                         |
| 2012년 | 하우스웰니스푸즈    | 생 로열젤리-500                      |                         |
| 2014년 | 리크루트            | 타운워크                             |                         |
| 2014년 | 산토리              | 산토리 위스키 카쿠빈                 |                         |
| 2018년 | 시마무라            | HK WORKS LONDON for men 지면         |                         |
| 2018년 | 닌텐도              | 닌텐도 닌텐도스위치 슈퍼 마리오 파티 | 우치다 리오와 함께 출연 |
| 2018년 | 카오                | 어택향균EX 슈퍼클리어젤              |                         |
| 2018년 | Aflac               | 건강응원의료보험                     |                         |
| 2018년 | 유키와카마루        | 유키와카마루(아키타현 생산 쌀)       |                         |
| 2019년 | 산토리              | 산토리 토쿠챠(特茶)                  |                         |
| 2019년 | 모리나가유업        | 아이스크림 MOW                       |                         |
| 2019년 | 카오                | 허밍Fine                             |                         |
| 2019년 | 카오                | 비오레 u Body                        |                         |
| 2019년 | 보트레이스          | 보트레이스                           |                         |
| 2019년 | 소프트뱅크          | 소프트뱅크 5G                        |                         |
| 2019년 | 아지노모토          | 나베큐브                             |                         |
| 2019년 | 주식회사 하지메건설 | 주식회사 하지메건설 CM               | 마지메는 하지메 시리즈  |

### 내용주
1. ↑  후지 TV와 넷플릭스 공동제작 작품으로 넷플릭스에서도 서비스되고 있다.
2. ↑  HBO Asia와 Hulu Japan의 공동 제작 작품이다.
3. ↑  TV아사히 정보방송인 굿모닝에서 7시대에 방송되는 스핀오프 드라마이며, 텐구부동산의 하루타 소이치가 회사 소개 영상을 만들기 위해 직원 인터뷰를 하는 내용을 담고 있다.
4. ↑  Bar스키마스위치에 온 손님으로 출연하였다. (Bar스키마스위치는 《아재's 러브》 4화에 스키마스위치가 카메오로 출연했을 때, 다나카 케이의 애드립으로 탄생하였다.)
5. ↑  소프트뱅크 CM 중 졸업식 편에서 사용된 곡으로 해당 영상을 활용하여 뮤직비디오를 만들었다. 극 중 배역은 고등학교 선생님으로 등장한다.